# Jelica
Le mont Jelica (en serbe cyrillique : Јелица) est une montagne de l'ouest de la Serbie. Il culmine au pic de Crna stena, à une altitude de 929 m.

## Géographie
Le mont Jelica fait partie du groupe de montagnes de Stari Vlah, dans une des franges orientales des Alpes dinariques. Il sert de limite naturelle entre la région de Dragačevo et la vallée de Čačak. Il s'étend du nord-ouest au sud sur une longueur de 30 km.
Après la Crna stena, ses pics principaux sont le Verinje (874 m), la Gradina (849 m), sur laquelle se trouve un site archéologique, le Rajački vis (818 m) et le Stjenik (789 m). 